# Pochaina (métro de Kiev)
Pochaina (ukrainien : Почайна) est une station de la ligne Obolonsko-Teremkivska (M2) du métro de Kiev. Elle est située dans le raïon d'Obolon de la ville de Kiev en Ukraine.
Mise en service en 1980, elle est desservie par les rames de la ligne M2. Le service est arrêté ou perturbé depuis l'invasion de l'Ukraine par la Russie en 2022.

## Situation sur le réseau
Établie en souterrain, la station Pochaina, est une station, de passage, de la Ligne Obolonsko-Teremkivska (M2) du métro de Kiev. Elle est située, entre la station Obolon, en direction du terminus nord Heroïv Dnipra, et la station Tarasa Chevtchenka, en direction du terminus sud, Teremky.
Elle dispose d'un quai central encadré par les deux voies de la ligne.

## Histoire
La station Pochaina est mise en service le 19 décembre 1980, lors de l'ouverture à l'exploitation, les 4,4 km de la section de Chervona Ploscha à Prospekt Korniichuka (renommée depuis Obolon), nouveau terminus nord de la ligne. Elle est réalisée par les architectes T. Tselikovskaya, A. Krushinsky, A. Pratsyuk et F. Zaremba,.

## Services aux voyageurs

### Desserte
Pochaina, est desservie par les rames de la ligne Obolonsko-Teremkivska (M2).

Installations et desserte
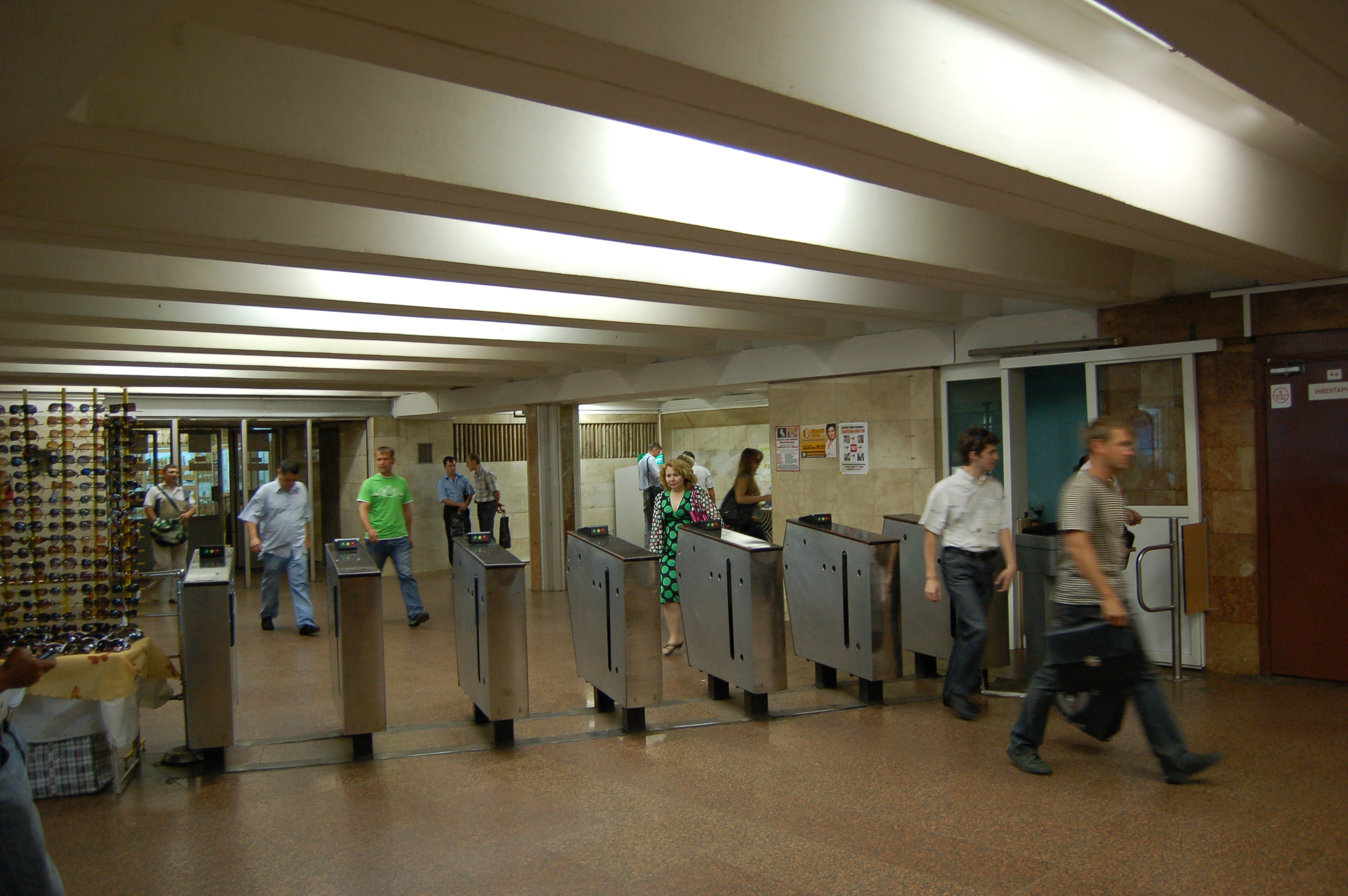
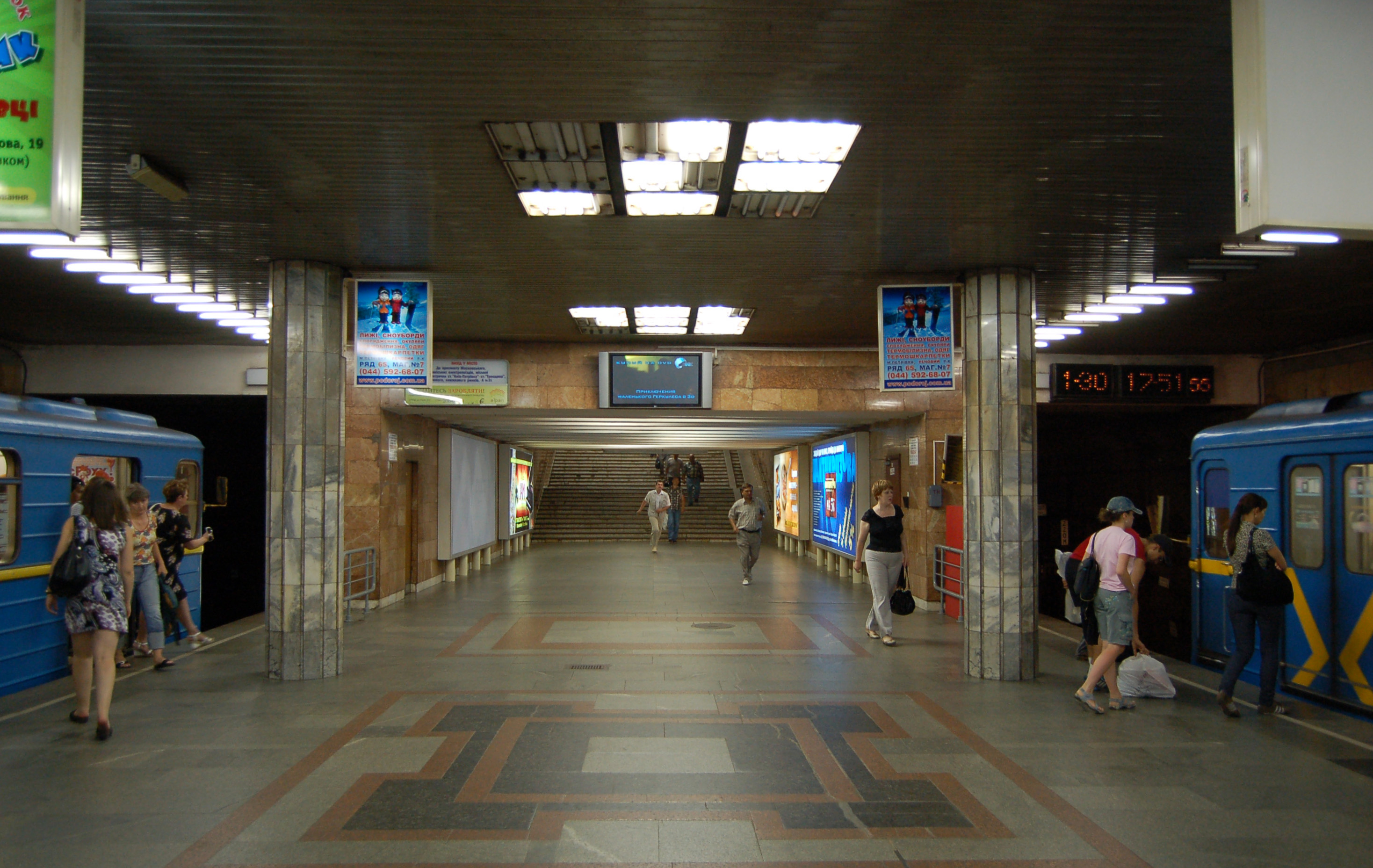
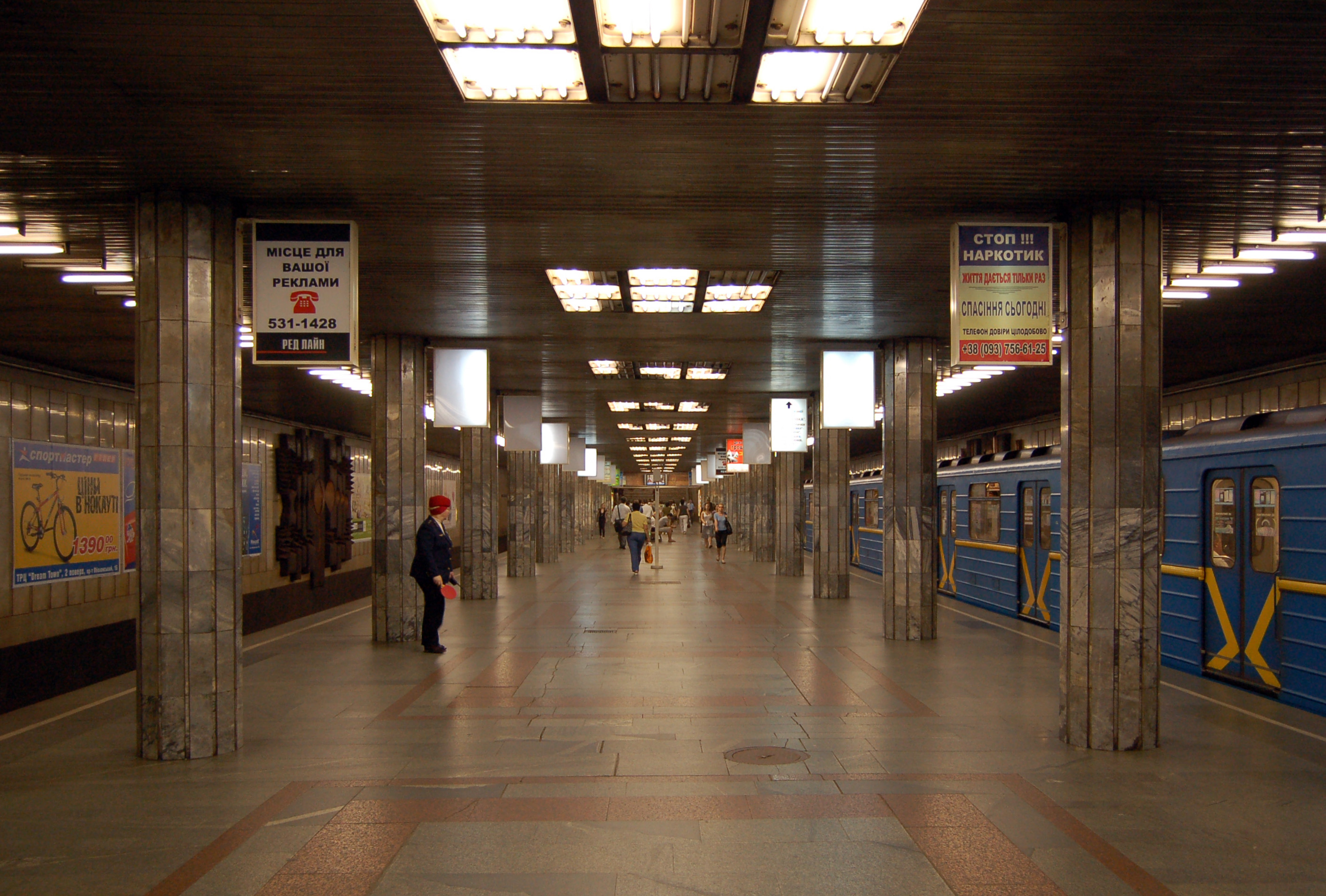